# GlobalFoundries
GlobalFoundries Inc. è una fonderia di semiconduttori indipendente tra le più grandi al mondo, tra le prime 5 per quota di mercato alla pari con UMC e SMIC e dopo TSMC e Samsung, con il suo quartier generale situato a Malta, New York. GlobalFoundries è stato creato dalla cessione delle attività di fonderia di AMD il 2 marzo 2009, ed è stato ampliato attraverso la sua fusione con Chartered Semiconductor, il 13 gennaio 2010. Mubadala una società di investimento costituita dal governo di Abu Dhabi, è il più grande investitore in azienda.
GlobalFoundries produce circuiti integrati in alto volume soprattutto per aziende di semiconduttori quali AMD, ARM, Broadcom, NVIDIA, Qualcomm, STMicroelectronics e Texas Instruments.
L'azienda dispone di cinque impianti di fabbricazione a 200 millimetri, e tre a 300 millimetri: uno operante in Germania, uno a Singapore e uno nello stato di New York.

## Panoramica
GlobalFoundries serve le esigenze manifatturiere dei propri clienti attraverso i suoi servizi di fonderia ad alto volume. Attualmente possiede otto stabilimenti di fabbricazione: Fab 1 (Modulo 1 e 2) a Dresda, Germania. Fabs da 2 a 7 sono a Singapore, Fab 8 a New York

## Impianti di fabbricazione

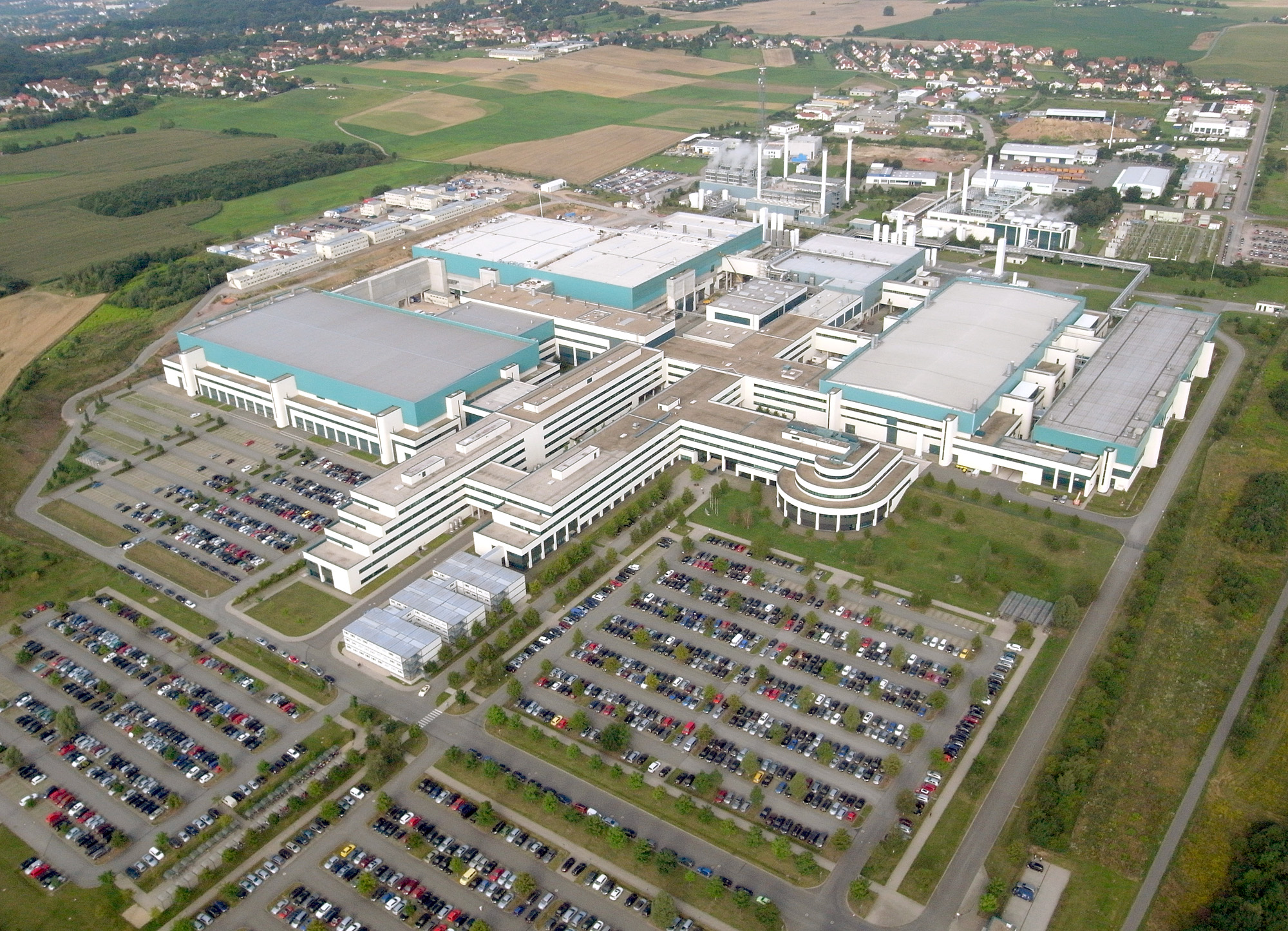
GlobalFoundries Fab 1 a Dresda, Germania

### Fab 1
Fab 1, situato a Dresda, in Germania è un impianto da 364.512 m². Una volta trasferito a GlobalFoundries inizialmente Fab 36 e Fab 38 sono stati rinominati rispettivamente Modulo 1 e Modulo 2. Ogni modulo in grado di produrre 25.000 wafer al mese.
Modulo 1: è un impianto di produzione di wafer a 300mm. È in grado di fabbricare wafer a 65 nm e 45 nm per l'uso in CPU AMD, APU, e futuri 32 nm SOI HKMG silicio.
Modulo 2: è in un periodo di transizione, è in atto la conversione da 200 mm a 300 mm per la produzione di wafer da 55 nm e 40 nm per l'uso in chipset, GPU, e futuri 28 e 32 nm bulk HKMG di silicio.

### Fab 7
Fab 7, con sede a Singapore, è un impianto di produzione di wafer a 300mm, originariamente di proprietà di Chartered Semiconductor.

### Fab 8
Fab 8, situato nel Luther Forest Technology Campus, Contea di Saratoga, New York è un nuovo impianto a 300 mm. Questo impianto di fabbricazione è stato precedentemente denominato Fab 4x, quando era ancora parte di AMD. La tecnologia principale si basa su geometrie di 14nm. La costruzione dell'impianto ha avuto inizio nel luglio 2009 e la società prevede di iniziare la produzione di massa nel 2012.

## La fusione con Chartered Semiconductor
L'investitore di maggioranza di GlobalFoundries, Abu Dhabi's Advanced Technology Investment Co., ha annunciato il 6 settembre 2009, che ha concordato l'acquisizione di Singapore Chartered Semiconductor Manufacturing Co. Ltd., per un totale di 3,9 miliardi di dollari.
L'A.D. di GlobalFoundries Doug Grose sarà a capo della società combinata, mentre Chia Song Hwee, Amministratore Delegato della Chartered dovrebbe servire come capo operativo ufficiale. Temasek Holdings, la controllata del governo di singapore, che controlla più del 60% della Chartered, ha "firmato un impegno irrevocabile a votare a favore della transazione ", ha detto la società in una dichiarazione.
Chartered Semiconductor è un membro della Common Platform, semiconductor technology alliance della IBM. GlobalFoundries è un partner JDA della Common Platform Technology Alliance.